# Orchestre national de France
Pour les articles homonymes, voir ONF.
L'Orchestre national de France (ONF) est — avec l'Orchestre philharmonique de Radio France, le Chœur de Radio France et la Maîtrise de Radio France — l'une des quatre formations permanentes de Radio France.
L’Orchestre national de France est en résidence à l'auditorium de la maison de la Radio et de la Musique à Paris depuis novembre 2014.

## Création
Le 18 janvier 1934, sous l'impulsion du ministre des Postes Jean Mistler, la Radio française créait son premier orchestre symphonique permanent sous le nom d'« Orchestre national de la Radiodiffusion française ». L'orchestre fut ensuite rebaptisé « Orchestre national de l'ORTF » à la création de l'établissement public en 1964 puis « Orchestre national de France » en 1974.

## Chefs titulaires et directeurs musicaux
- Désiré-Émile Inghelbrecht (1934-1944)
- Manuel Rosenthal (1944-1947)
- Roger Désormière (1947-1951)
- Maurice Le Roux (1960-1967)
- Jean Martinon (1968-1973)
- Sergiu Celibidache (1973-1975)
- Lorin Maazel (1977-1991)
- Charles Dutoit (1991-2001)
- Kurt Masur (2003-2008)
- Daniele Gatti (2008-2016)
- Emmanuel Krivine (2017-2020)[1]
- Cristian Măcelaru (2020-2027)[2]
- Philippe Jordan (2027-)

Désiré-Émile Inghelbrecht, premier chef titulaire, va fonder la tradition musicale de l'orchestre, qui fait une large place à la musique française. Après la guerre, Manuel Rosenthal, André Cluytens, Roger Désormière, Charles Munch, Maurice Le Roux et Jean Martinon poursuivent cette tradition. À Sergiu Celibidache, premier chef invité de 1973 à 1975, succède Lorin Maazel qui deviendra le directeur musical de l’orchestre. De 1989 à 1998, Jeffrey Tate occupe le poste de premier chef invité ; de 1991 à 2001, Charles Dutoit celui de directeur musical. À partir de septembre 2002, Kurt Masur assure la direction musicale de l’orchestre pendant six saisons avant d’en devenir le directeur musical honoraire en septembre 2008, date à laquelle Daniele Gatti est appelé à prendre sa succession.

### Accident sur scène avec le chef Kurt Masur en 2012
Le 26 avril 2012, Kurt Masur est invité à diriger au théâtre des Champs-Élysées un programme diffusé en direct sur France Musique et comprenant la symphonie no 1 de Chostakovitch (Luc Héry est le premier violon) et la symphonie no 6 de Tchaïkovski (Sarah Nemtanu est konzertmeister). En se rapprochant du pupitre des premiers violons au cours de la reprise du thème du troisième mouvement de la Pathétique en deuxième partie de concert, il trébuche sur le praticable, pourtant protégé d'un garde-corps de sécurité, ce qui entraîne sa chute en arrière depuis la scène devant le premier rang de spectateurs. Il est transporté par le SAMU à l'hôpital Georges-Pompidou où les examens pratiqués sont rassurants,.

## Projet artistique
L'intégrale Gustav Mahler proposée par l’Orchestre national de France a été la pierre angulaire du projet artistique des saisons 2009, 2010 et 2011. Les œuvres ont été données au théâtre du Châtelet. Le répertoire russe est également mis en valeur par l'Orchestre national de France, notamment grâce aux interprétations nouvelles d'œuvres de Stravinsky, Tchaïkovsky ou encore Chostakovitch. Il continue d'explorer le répertoire français notamment avec des œuvres comme Images et Nocturnes de Claude Debussy, le Menuet antique de Maurice Ravel ou le Concerto pour violoncelle de Camille Saint-Saëns.
Cependant Daniele Gatti ne limite pas l'Orchestre national de France à la musique symphonique, et élargit son répertoire à l'opéra en conduisant Falstaff de Giuseppe Verdi et Macbeth au Théâtre des Champs-Élysées (première le 4 mai 2015).

## Créations
L'orchestre s'est vu confier la création d'œuvres majeures du XXe siècle :
- Le Soleil des eaux pour soprano, chœur et orchestre de Pierre Boulez ;
- Turangalîla-Symphonie d'Olivier Messiaen (1950, création française) ;
- Déserts d'Edgard Varèse, dont l'exécution déclencha un mémorable scandale (1954) ;
- Jonchaies de Iannis Xenakis (1977) ;
- œuvres de Henri Dutilleux :
  - Symphonie no 1 (1951),
  - Timbres, espace, mouvement (1978),
  - L'Arbre des songes, concerto pour violon, (Isaac Stern, 1985),
  - Sur le même accord, nocturne pour violon et orchestre, (création française par Anne-Sophie Mutter, 2003),
  - Correspondances pour voix et orchestre (création de la version révisée, 2004).

## Enregistrements
De très nombreux enregistrements phonographiques jalonnent la vie de l'orchestre. Parmi les plus récents, parus sous le label Naïve - Radio France, Pelléas et Mélisande de Claude Debussy, donné en concert au mois de mars 2000 sous la direction de Bernard Haitink et couronné « meilleur enregistrement classique de l’année » aux Victoires de la musique classique 2002, les opéras Ivan IV de Georges Bizet sous la direction de Michael Schønwandt (distingué par l’Académie du disque lyrique), Edgar de Giacomo Puccini dirigé par Yoel Levi et Mirra de Domenico Alaleona dirigé par Juraj Valčuha, un Hommage à Evgueni Svetlanov, la Symphonie no 5 d'Anton Bruckner dirigée par Lovro von Matačić et la Symphonie no 10 de Dmitri Chostakovitch par Kurt Sanderling, la Symphonie no 6 dite « Pathétique » de Piotr Ilitch Tchaïkovski par Riccardo Muti.
Les premiers enregistrements de l’Orchestre national dirigé par Kurt Masur, sont consacrés aux Symphonies no 2 et no 6 de Beethoven, à la Symphonie no 5 de Tchaikovski et à la Symphonie no 7 dite « Léningrad » ainsi que les deux concertos pour violon de Chostakovitch interprétés par le violoniste arménien Sergey Khachatryan.
Sous le label EMI, l’opéra d'Hector Berlioz Benvenuto Cellini dirigé par John Nelson est paru en décembre 2004. Avec Daniele Gatti, l’Orchestre national de France a gravé la Symphonie no 6 de Gustav Mahler pour la firme Decca.
pour le label Erato, Concertos pour piano no 2 et no 5 de Camille Saint-Saëns, Bertrand Chamayou, piano, dir. Emmanuel Krivine (2018). Choc de Classica.
Pour le label Warner Classics, l’Orchestre national de France sous la direction de Cristian Măcelaru enregistre l’intégrale des symphonies de Camille Saint-Saëns  (2021).

## Programme jeune public

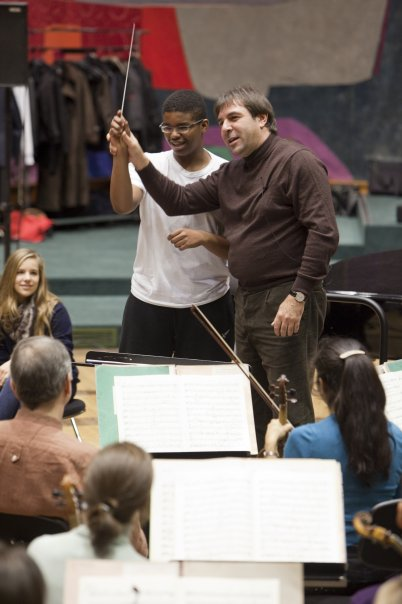
Daniele Gatti, maestro.

L’Orchestre national de France organise à l'intention du jeune public un ensemble de manifestations adapté aux âges et aux capacités de chacun. L’enfant impliqué est tour à tour acteur, spectateur, auditeur voire internaute.
Le programme jeune public de l’ONF propose de nombreuses activités, dont des ateliers d'éveil dans les écoles maternelles, des ateliers "Chantons, jouons, écoutons" dans les écoles élémentaires, des concerts Musicomusée au Petit Palais et au Muséum National d'Histoire Naturelle où se mêlent musique, théâtre et arts plastiques, des interventions en hôpital (en partenariat avec Musique & Santé), ou encore la création d'un grand orchestre 80rchestra! mêlant dans ses rangs lycéens musiciens et membres de l'Orchestre. Toutes ces activités sont menées et réalisées par les musiciens de l’orchestre eux-mêmes.
Cette saison, l'Orchestre propose des concerts familiaux, en version symphonique (au Grand Théâtre de Provence, Aix-en-Provence) ou en musique de chambre avec les concerts Musicomusée au Muséum national d'Histoire naturelle.
À noter, un projet phare de l'accompagnement de la pratique amateur, en partenariat avec l'Académie de Paris : la constitution d'un orchestre à l'occasion des 80 ans de l'Orchestre, mêlant dans ses rangs 80 jeunes musiciens de six lycées parisiens (lycée Racine, lycée Claude-Monet, lycée Georges-Brassens, lycée Jean-de-La-Fontaine, lycée Henri-IV et lycée Lamartine) et 80 musiciens de l'Orchestre. Un temps fort des festivités de l'ONF !

## Logo

Ancien logo
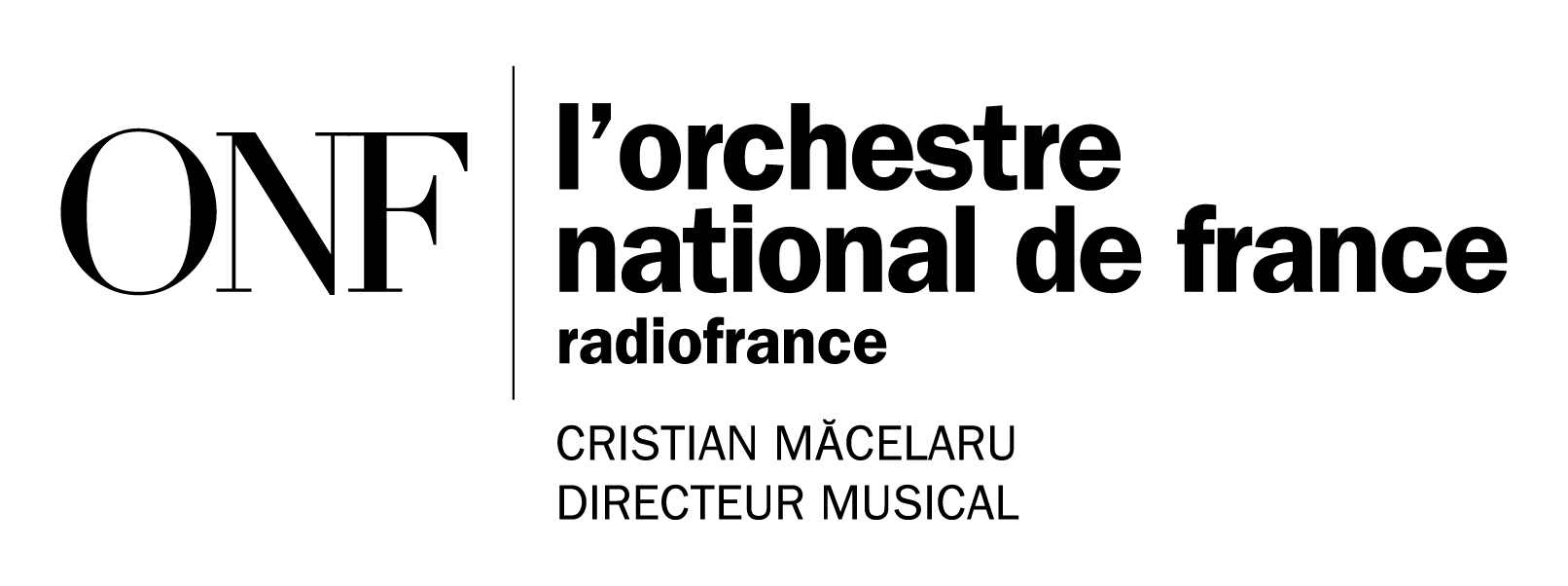
Logo actuel